# Пынзару, Виктор
Ви́ктор Пынза́ру (рум. Victor Pînzaru; род. 11 февраля 1992, Дрокия, Молдавия) — молдавский лыжник и биатлонист, участник зимних Олимпийских игр 2010 и 2014, на которых был знаменосцем сборной Республики Молдова.

## Карьера лыжника
В Кубке мира Пынзару никогда не выступал, несколько раз стартовал в Альпийском Кубке, но не поднимался выше 56-го места и кубковых очков не завоёвывал.
На Олимпийских играх 2014 года в Сочи занял 77-е место в спринте свободным стилем.
За свою карьеру принимал участие в трёх чемпионатах мира, лучший результат 84-е место в спринте на чемпионате мира 2009 года в Либереце.

## Карьера биатлониста
На Олимпийских играх 2010 года в Ванкувере занял 70-е место в спринте и 85-е место в индивидуальной гонке.
Принимал участие в четырёх чемпионатах мира, лучший результат 87-е место в индивидуальной гонке на чемпионате мира 2009 года. Стартовал в ряде гонок на этапах Кубка мира, но не поднимался в них выше 70-го места.
В сезоне 2015/2016 годов, завершил выступление в Кубке мира по биатлону.